# Omphra rufipes
Omphra rufipes – gatunek chrząszcza z rodziny biegaczowatych i podrodziny Anthiinae.

## Taksonomia
Gatunek ten opisany został w 1834 roku przez Johanna C. F. Kluga jako Helluo rufipes.

## Opis
Ciało długości od 15 do 16 mm, czarne. Odnóża ciemnorude. Szczecinki na całym ciele czarne lub rudobrązowe. Nasada bródki z dwoma szczecinkami. Obie pary głaszczków o czwartym członie rozszerzonym. Ostatni człon czułków podłużono-owalny. Przedplecze płaskie, najszersze pośrodku, o nasadzie wyraźnie obrzeżonej po bokach. Tarczka gęsto punktowana. Pokrywy nieowalne, najszersze za środkiem, o barkach wystających, a wierzchołku ściętym i nieco obrzeżonym. Międzyrzędy pokryw słabo wypukłe. Narządy rozrodcze samców z szeroką blaszką apikalną o zaokrąglonym wierzchołku, samic natomiast z dwoma szczecinkami na brzuszno-bocznej krawędzi drugiego stylomeru i brakiem szczecinek na apikalnym żeberku pierwszego.
Gatunek podobny do O. complanata.

## Rozprzestrzenienie
Gatunek orientalny, endemiczny dla subkontynentu indyjskiego. Znany z Indii i Sri Lanki.